# Лі Сан Хо
Лі Сан Хо (кор. 이상호) — південнокорейський сноубордист, олімпійський медаліст.  
Срібну олімпійську медаль Лі здобув на Олімпіаді 2018 року в Пхьончхані в змаганнях з паралельного гігантського слалому.

## Зовнішні посилання
- Досьє на сайті FIS [Архівовано 14 квітня 2017 у Wayback Machine.] (англ.)

## Виноски
1. ↑  Men's parallel giant slalom results